# Alessandro Piccinelli
Alessandro Piccinelli (Milão, 30 de janeiro de 1997) é um jogador de voleibol italiano que atua na posição de líbero.

## Carreira

### Clube
Piccinelli começou sua carreira desportiva no voleibol na temporada 2013–14 quando foi contratado pelo Volley Segrate, na Série B1, onde permaneceu por dois anos. Na temporada 2015–16 ingressou no Club Italia, clube federal italiano, na Série A2, permanecendo na seleção federal também na temporada 2016–17, na mesma categoria.
Na temporada 2017–18 estreou na primeira divisão italiana com o Powervolley Milano, enquanto que no ano seguinte juntou-se ao Sir Safety Perugia, também na primeira divisão italiana, com a qual conquistou a Copa Itália e a Supercopa Italiana da temporada.
Após defender as cores do clube de Perúgia por cinco temporadas, Piccinelli foi anunciado como o novo reforço do Cisterna Volley em julho de 2023.

### Seleção
Pelas categorias de base, Piccinelli foi vice-campeão do Campeonato Europeu Sub-18 de 2015, ao ser superado na final pela seleção polonesa, onde foi eleito o melhor líbero da competição.
Recebeu sua primeira convocação para atuar pela seleção adulta italiana em 2019, conquistando no mesmo ano a medalha de ouro na Universíada de Verão, realizada em seu país natal.
Se tornou campeão continental ao vencer a seleção eslovena e levantar a taça do Campeonato Europeu de 2021.

## Títulos
Sir Safety Perugia
- Mundial de Clubes: 2022
- Copa Itália: 2018–19, 2021–22
- Supercopa Italiana: 2019, 2020, 2022, 2024

## Clubes
| Anos      | Clube                   |
| --------- | ----------------------- |
| 2013–2015 | Volley Segrate          |
| 2015–2017 | Club Italia             |
| 2017–2018 | Powervolley Milano      |
| 2018–2023 | Sir Safety Susa Perugia |
| 2023–2024 | Cisterna Volley         |
| 2024–     | Sir Susa Vim Perugia    |

## Prêmios individuais
- 2015: Campeonato Europeu Sub-18 – Melhor líbero